# 臺中市立東勢國民中學
臺中市立東勢國民中學（簡稱東勢國中、東中）是臺灣臺中市東勢區的市立國民中學。

## 校史
- 1946年4月27日，臺灣省政府利用東勢國小位於石角溪南岸的舊校舍成立「臺中縣立東勢初級中學」[1]。
- 1948年10月，成立附設工業職業科。
- 1953年10月，附設工業職業科於上新里山麓獨立設校為「臺中縣立東勢初級工業職業學校」（今臺中市立東勢工業高級中等學校）。
- 1967年8月，成立東勢初級中學和平分部（隔年獨立設校，今臺中市立和平國民中學）。
- 1968年8月實行九年國民義務教育，改制為「臺中縣立東勢國民中學」。
- 1980年，成立附設補習學校。
- 1981年，成立舞蹈實驗班，增建學生活動中心及專科教室。
- 1999年9月21日，發生921大地震幾乎摧毀整體校舍。
- 2002年4月28日，經慈濟功德會援建的新校舍落成，呈現兼具客家庄風格與慈濟風格之校園。
- 2004年7月2日，敏督利颱風引發七二水災，大水從東勢國中旁邊的石角溪缺口湧進操場，再淹進各辦公室與地下室，慈濟志工與國軍發動人力大量清理汙泥，才使校舍重現地面。
- 2010年12月25日，因臺中縣市合併升格成臺中市，改制為臺中市立東勢國民中學。

## 歷任校長
1. 何瀛發：1946年4月－1951年9月
2. 張漢戊：1951年9月－1966年9月
3. 張宗林：1966年9月－1973年6月
4. 董洪浙：1973年6月－1979年8月
5. 廖俊一：1979年8月－1986年2月
6. 劉榮彥：1986年2月－1996年3月
7. 林文朝：1996年3月－2001年8月
8. 劉榮彥：2001年8月－2006年2月
9. 楊登進：2006年2月－2014年2月
  1. 蔡瑞昌：2014年2月－2014年8月（教務處主任代理）
10. 邱健偉：2014年8月－2022年7月
11. 鄭正通：2022年8月－2023年8月
  1. 劉定娥：2023年8月－2024年7月（總務處主任代理）
12. 羅基繕：2024年8月－現任

## 外部連結
- 臺中市立東勢國中 （页面存档备份，存于）